# L'amore che non sai
L'amore che non sai è un singolo di Gianluca Grignani pubblicato il 28 novembre 2014.

## Il video
Il video è stato pubblicato il 13 dicembre 2014.